# Architettura romana

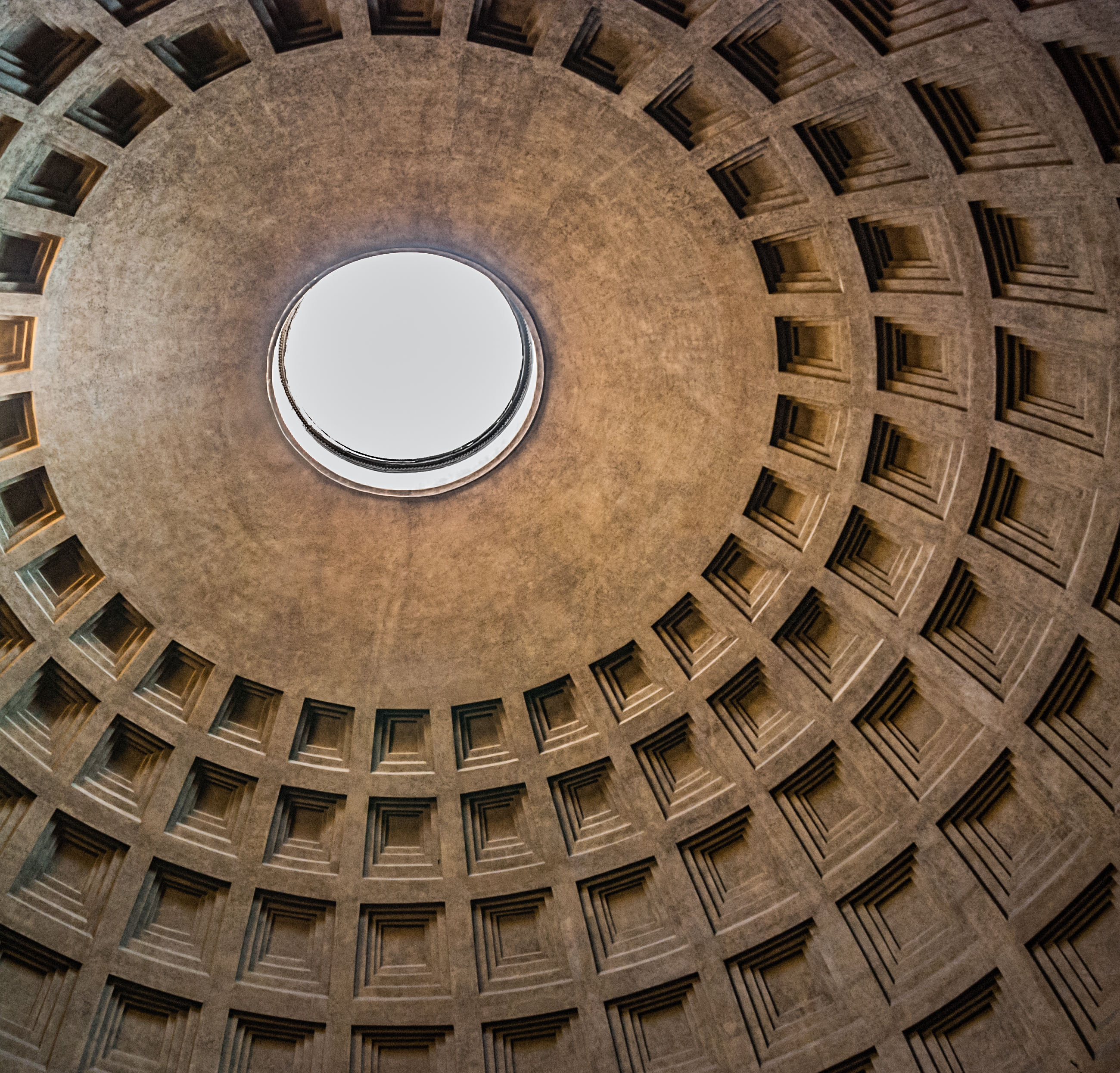
L'oculo nella cupola del Pantheon a Roma: una delle cupole romane più impressionanti e tuttora la più grande non realizzata in cemento armato.

L'architettura romana è probabilmente una delle testimonianze più gloriose della civiltà romana. I Romani adottarono il linguaggio esteriore dell'architettura greca, adattandolo ai propri scopi. La loro visione dello spazio era tuttavia radicalmente diversa da quella propria dei Greci e le forme architettoniche riflettono appieno queste differenze. La differenza principale è di carattere politico-sociale: la struttura greca era formata da una moltitudine di città-stato, spesso in conflitto tra loro; i Romani, invece, conquistavano i territori e li soggiogavano con il loro potere, per questo necessitavano di una serie di strutture pubbliche e di controllo (come le efficientissime strade o gli acquedotti).

## Dalle origini alla repubblica
L'originalità artistica nell'architettura romana si sviluppò abbastanza tardivamente: per l'intero periodo repubblicano le forme architettoniche in uso dipendono fortemente dalle precedenti tradizioni italiche, a loro volta fortemente influenzate dall'arte greca, ma già portatrici di importanti innovazioni (per esempio l'uso dell'arco).
Nel II secolo a.C. lo sviluppo della tecnica costruttiva del cementizio viene prontamente sfruttato per le forme dello spazio interno degli edifici, a cui i Romani sono maggiormente interessati sia per ragioni pratiche, sia dal punto di vista artistico. Una caratteristica dell'espansione romana è l'intensa opera di urbanizzazione del territorio, che porterà alla fondazione di moltissime città, oltre all'ingrandimento di quelle già esistenti.
Il modello urbanistico delle colonie è di tipo Castrense. Inizialmente si immaginava che avessero derivato il loro modello dal castrum, il campo militare romano, poiché in antichità si combatteva solo nei mesi primaverili ed estivi, trasformando i campi militari in piccole città ospitanti al loro interno vari tipi di edifici pubblici, templi, (teatri, anfiteatri e mercati) e privati (domus e insulae). Con nuove scoperte archeologiche, il castrum è invece ispirato alle colonie romane, modelli semplici e adattabili, probabilmente basati su un progetto, formulato a Roma e approvato dal Senato.

## Età imperiale
In età imperiale si sviluppano edifici con vasti ambienti coperti da volte e archi sorretti da pilastri che rimpiazzano le dense linee di sostegni sorreggenti architravi rettilinei.
Gli ordini colonnati dell'architettura greca non svolgono più un'effettiva funzione di sostegno, ma divengono sempre più semplici involucri decorativi delle parti portanti in muratura. L'adozione del cementizio comporta inoltre una grande libertà anche nell'articolazione planimetrica degli spazi, non più rigidamente quadrangolari, ma fluidamente dipendenti gli uni dagli altri e adattati agli utilizzi e al contesto circostante.
La conquista dei vasti territori che fecero parte dell'Impero poneva un problema di uniformazione delle diverse tradizioni e culture: un importante indice di romanizzazione fu rappresentato dalla realizzazione di edifici che rispecchiavano i modi applicati a Roma, sia dal punto di vista planimetrico e strutturale sia dal punto di vista decorativo. I modelli delle piazze forensi, con i loro porticati e le basiliche civili, dei templi, delle terme, dei luoghi per spettacolo come teatri, circhi e anfiteatri, si diffondono in tutte le città dell'Impero. Tra i più celebri anfiteatri naturalmente c'è l'Anfiteatro Flavio di Roma, noto con il nome di Colosseo, ma sono da ricordare anche le arene di Verona e di Pola.
Tra gli edifici termali si ricordino almeno le Terme di Caracalla e quelle di Diocleziano a Roma. La potenza di Roma si manifesta sia con le grandi opere pubbliche di carattere utilitario (anche acquedotti, ponti e strade), sia con lo splendore dei monumenti, riccamente rivestiti di marmo e decorati con sculture e opere d'arte che celebrano la grandezza dei costruttori. Monumenti particolarmente caratteristici dell'architettura romana sono gli archi di trionfo; tra quelli più celebri e meglio conservati sono da ricordare l'arco di Settimio Severo, di Tito e di Costantino a Roma, e i due archi dedicati a Traiano ad Ancona e a Benevento.

## Architetti e Ingegneri

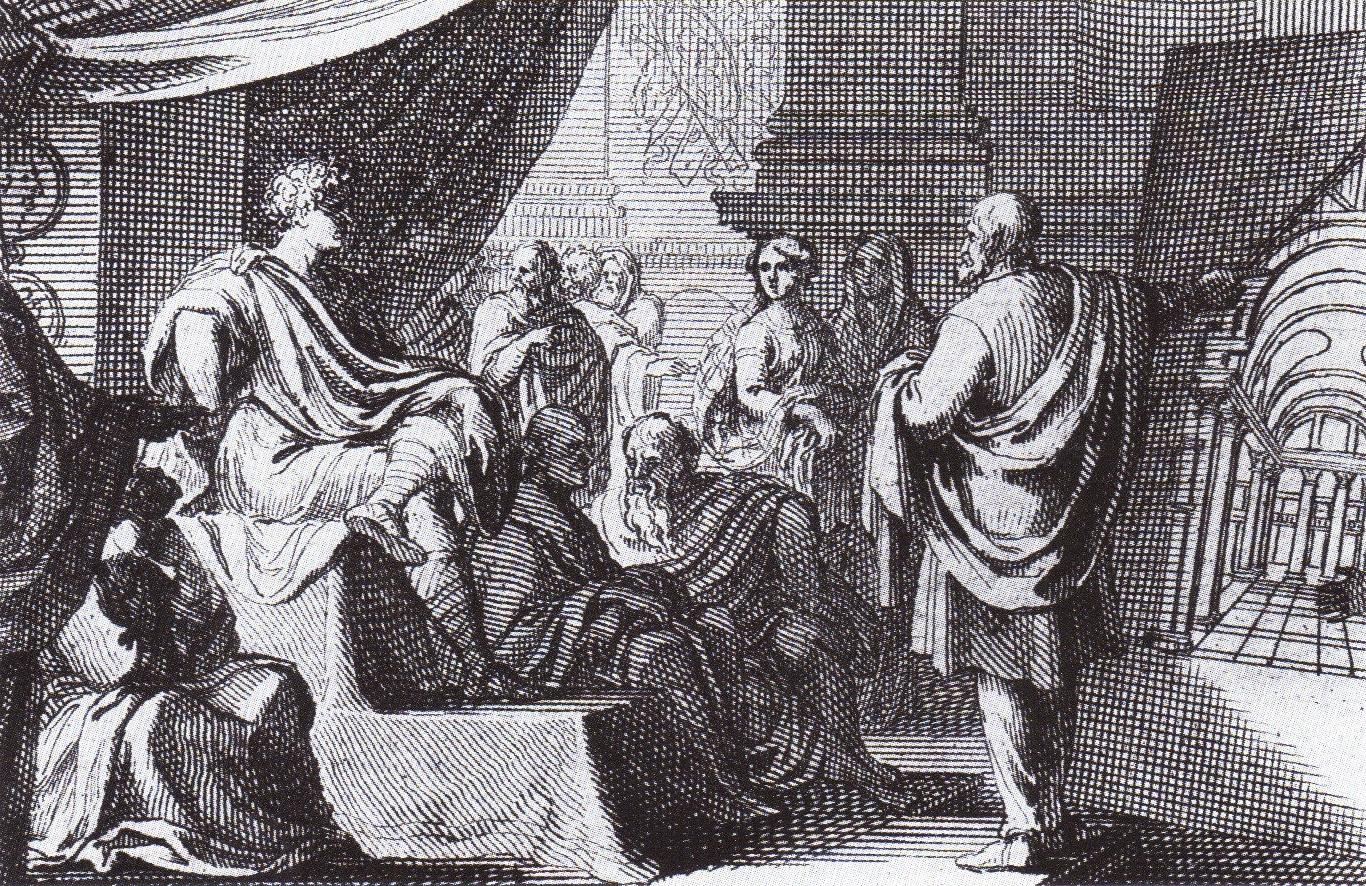
Vitruvio presenta ad Augusto il De architectura, da una stampa del 1684.

Il nome degli architetti e ingegneri ideatori delle maestose opere dell'architettura romana è spesso sconosciuto.Tra gli autori che si sono distinti maggiormente ricordiamo Marco Vitruvio Pollione, tra i massimi teorici dell'architettura, autore del De architectura (c.15 a.C.). Tuttavia l'unica opera che egli stesso scrive di aver progettato e costruito è la basilica di Fano.
In generale possiamo affermare che gli architetti romani provenivano da ogni angolo dell'impero, specialmente dalla parte greco-orientale. Questo appare evidente dallo scambio di missive tra Plinio il Giovane, governatore della Bitinia e Ponto, e Traiano. Alla richiesta di Plinio dell'invio di un architetto da Roma, infatti, l'imperatore replica: 
《 Tu non puoi penuriar di architetti. Non vi è paese, ove non se ne trovino degl'intendenti e degli abili; se forse tu non pensi, che sia più spediente di mandartene di qua, ove noi costumiamo di farli venir dalla Grecia. 》
Spesso, questi, erano schiavi o liberti con nomi latinizzati, oppure liberi professionisti. Tra essi ricordiamo Ermodoro di Salamina, attivo a Roma nella seconda metà del II sec. a.c, Sauro e Batraco, di origine spartana, partecipanti alla costruzione del Portico di Ottavia, Lucio Vitruvio Cerdo, un liberto, architetto dell'Arco dei Gavi, Cyrus, al servizio di Cicerone e Zenone che progettò il Teatro romano di Aspendo. Conosciamo poi i nomi di grandi architetti ed ingegneri che lavorarono per alcuni imperatori: Severo e Celere che per Nerone crearono la Domus Aurea, Rabirio, architetto di Domiziano, Demetriano, autore del mausoleo di Adriano che sorgeva dove oggi sorge Castel Sant'Angelo e, infine, Apollodoro di Damasco, ingegnere di Traiano, uno dei più grandi architetti di sempre. 
Chiaramente vi furono anche architetti provenienti dal mondo latino come il celebre Marco Vipsanio Agrippa, che aveva studiato architettura in Grecia, autore della prima versione del Pantheon o Cossuzio che realizzò, in ordine corinzio, il tempio di Zeus Olimpio ad Atene. Si ricordano inoltre P. Numisius, architetto del Teatro di Ercolano e Caio Sevio Lupo, proveniente da Coimbra, autore della Torre di Ercole.